# Mała nocna muzyka
Mała nocna muzyka (ang. A Little Night Music) – amerykańsko-austriacko-niemiecki film muzyczny z 1977 roku w reżyserii Harolda Prince'a. Adaptacja musicalu Hugh Wheelera i scenariusza do szwedzkiej komedii Uśmiech nocy (1955) w reżyserii Ingmara Bergmana. Pochodzi z niego utwór "Send in the Clowns".

## Obsada
- Elizabeth Taylor – Desiree Armfeldt
- Diana Rigg – Charlotte Mittelheim
- Len Cariou – Frederick Egerman
- Lesley-Anne Down – Anne Egerman
- Hermione Gingold – Pani Armfeldt
- Laurence Guittard – Carl-Magnus Mittelheim
- Christopher Guard – Erich Egerman
- Lesley Dunlop – Petra
- Chloe Franks – Fredericka Armfeldt
- Heinz Marecek – Frid

i inni

## Nagrody i nominacje
Oscary za rok 1977
- Najlepsza adaptacja muzyki – Jonathan Tunick
- Najlepsze kostiumy – Florence Klotz (nominacja)